# Daltely Guimarães
Daltely Guimarães (Santos, 4 de Janeiro de 1937 - Rio de Janeiro, 12 de Junho de 1995) foi um nadador brasileiro, um dos mais vitoriosos técnicos de natação do país, e treinador da seleção brasileira de natação em quatro Olimpíadas.

## Carreira
Daltely começou a nadar aos 15 anos no Clube Internacional de Regatas, em Santos/SP, sua cidade natal. Aos 18 anos, se mudou para a capital carioca e, passou a nadar no Clube de Regatas do Flamengo.
Já como treinador da equipe principal, conquistou importantes títulos, como 17 campeonatos cariocas e um Troféu Brasil. Foram mais de 20 anos revelando talentos como Cristiano Michelena, Marcelo Jucá, André Teixeira e Maria Elisa Guimarães, Patrícia Amorim, dentre outros.
Daltely morreu no dia 12 de Junho de 1995, vítima de um derrame cerebral. 

## Homenagens
- Em sua homenagem, o Clube de Regatas do Flamengo nomeou uma de suas piscinas olímpicas, que fica na sede social do clube, na Gávea, de "Piscina Daltely Guimarães"[4]
- A CBDA (Confederação Brasileira de Desportos Aquáticos) nomeou o troféu entregue no Campeonato Brasileiro Sênior de Natação de "Troféu Daltely Guimarães"[5][6].